# Камінський Іван Миколайович
Камінський Іван Миколайович (28 травня 1959 року, село Сингаї) — селищний голова Слобожанської селищної ради з 1990 року. 

## Життєпис
Народився Іван Камінський 28 травня 1959 року в селі Сингаї, Коростенського району, Житомирської області.

### Освіта
У 1982 році закінчив Український інституту інженерів водного господарства (нині - Національний університет водного господарства та природокористування) за спеціальністю інженер-гідротехнік.

### Трудова діяльність
Після закінчення Українського інституту інженерів водного господарства направлений до міста Дніпропетровськ на посаду майстра пересувної механізованої колони № 43 «Дніпроводбуд», де працював до 1985 року. З моменту утворення Ювілейної селищної ради у липні 1987 року обраний заступником голови Ювілейної селищної ради народних депутатів.
У березні 1990 року обраний головою Ювілейної селищної ради (нині - Слобожанська селищна рада). За роки трудової діяльності заслужив у жителів селища довіру: його обирали головою ще 7 разів. Обіймає цю посаду й до сьогодні.
Ініціював одним з перших в Дніпропетровській області та Україні створення територіальної громади. Так, 14 серпня 2015 року шляхом об'єднання Ювілейної селищної ради та Степнянської сільської ради Дніпропетровського району - створено Слобожанську територіальну громаду. Пізніше до громади, у 2019 році приєдналися інші сільські ради Дніпровського району -  Олександрівська, Балівська та Партизанська.
За час його роботи на посаді Слобожанська селищна рада неодноразово ставала переможцем конкурсів проектів розвитку місцевого самоврядування:
- 2005 рік – III Всеукраїнський конкурс проектів та програм розвитку місцевого самоврядування, проект «Комплекс заходів щодо забезпечення медичного обслуговування мешканців шляхом впровадження засад страхової медицини»;
- 2007 рік –V Всеукраїнський конкурс проектів та програм розвитку місцевого самоврядування, проект «Забудова та комплексне соціальне використання приміщень і територій колишнього військового містечка на базі сучасних енергозберігаючих технологій»;
- 2009 рік – VII Всеукраїнський конкурс проектів та програм розвитку місцевого самоврядування, проект «Сучасна організація спортивно-масової роботи «Від відродження дитячих майданчиків до будівництва спортивного комплексу»;
- 2008-2009 роки – диплом «Кращий колектив місцевого самоврядування»;
- 2012 рік – диплом «Кращий колектив місцевого самоврядування», грамота за вагомий внесок у розвиток місцевого самоврядування та зміцнення Української державності;
- 2013 рік – диплом «Кращий колектив місцевого самоврядування».
- 2022 рік – Перелік кращих практик місцевого самоврядування в Україні[7].